# Death Bed
Pour les articles homonymes, voir Death Bed (homonymie).
Pour plus de détails, voir Fiche technique et Distribution.
Death Bed est un film d'horreur américain réalisé par Danny Draven et produit par Stuart Gordon, sorti directement en vidéo en 2002. Il s'agit un remake du film Death Bed: The Bed That Eats sorti en 1977.

## Synopsis
Un jeune couple loue un appartement au dernier étage d'une vieille bâtisse à Los Angeles, un escalier interne mène à une porte dont personne ne possède la clé. Un jour la jeune femme entend des bruits bizarres semblant provenir de derrière cette porte. Avec l'aide du propriétaire, elle en force l'entrée et découvre un lit métallique datant des années 1920. Elle entreprend de nettoyer ce lit qui deviendra donc le lit conjugal. A parti de ce moment-là, d'étranges rêves vont habiter la jeune femme où il sera question de meurtre par strangulation.

## Fiche technique
- Titre : Death Bed
- Réalisateur : Danny Draven
- Scénario : John Strysik
- Producteur : Stuart Gordon
- Musique : James T. Sale
- Photographie : Mac Ahlberg
- Pays d'origine :  États-Unis
- Genre : Horreur et fantastique
- Durée : 80 minutes
- Année de sortie : 2002

## Distribution
- Tanya Dempsey : Karen
- Brave Matthews : Jerry, le mari de Karen
- Joe Estevez : Art, le propriétaire
- Meagan Mangum : La femme fantôme
- Michael Sonye (sous le pseudonyme de Dukey Flyswatter):  L'assassin fantôme
- Lunden De'Leon : Cassandra, le modèle sexy
- Constance Anderson : Le modèle maternel
- Mona Lee Fultz : La psychiatre